# Varia
Varia fue una antigua ciudad romana que se hallaba en los confines del territorio de los ecuos. Los restos de esta ciudad se encuentran en el municipio de Vicovaro, perteneciente a la provincia de Roma, a 45 km de la ciudad de Roma, con una población de 4.031 habitantes.

## Historia
El pueblo de Varia se anexó en tiempos augusteos a la tribu Camilia. Allí se encontraba la villa rural del poeta Horacio que le fue donada por Mecenate en el 32 a. C. El poeta latino afirmaba en sus Epístolas que a Varia solían ir cinco de sus subalternos para tratar la res publica.
Las inscripciones romanas, encontradas en el siglo XVIII junto a la fuente pública del Palacio Cenci-Bolognetti confirman la existencia de Varia como municipium. El epígrafe recuerda la dedicatoria de un balneum municipibus et incolis por parte de M. Helvius Rufus Primipilo insigne de la corona cívica, inscrito a la tribu Camila.
Varia, además de ser recordada por el poeta, lo es también por Estrabón en su Rerum Geographicarum.
Adriano, en la nueva división que hace de Italia, la incluye en la provincia Valeria, y en la Tabula Peutingeriana, Varia se dibuja sobre la Vía Valeria a 8 millas de Tívoli y 5 antes de la actual Ferrata (ad Lamnas). 
Existen numerosos testimonios arqueológicos del pasado romano en el área municipal de la actual Vicovaro: restos de villas rurales y residenciales, epígrafes y material arquitectónico y ornamental. Entre ellos se encuentran:
- Los muros que en algunos sitios alcanzan 30 metros de altura.
- El sarcófago en el que se representan dos esposos con el genio del Imeneo, colocado como fuente pública en la plaza Regina Margherita frente al palacio Bolognetti.
- Las cuatro columnas que adornan la Iglesia de San Antonio que provienen de la localidad de Quatro del Piano.

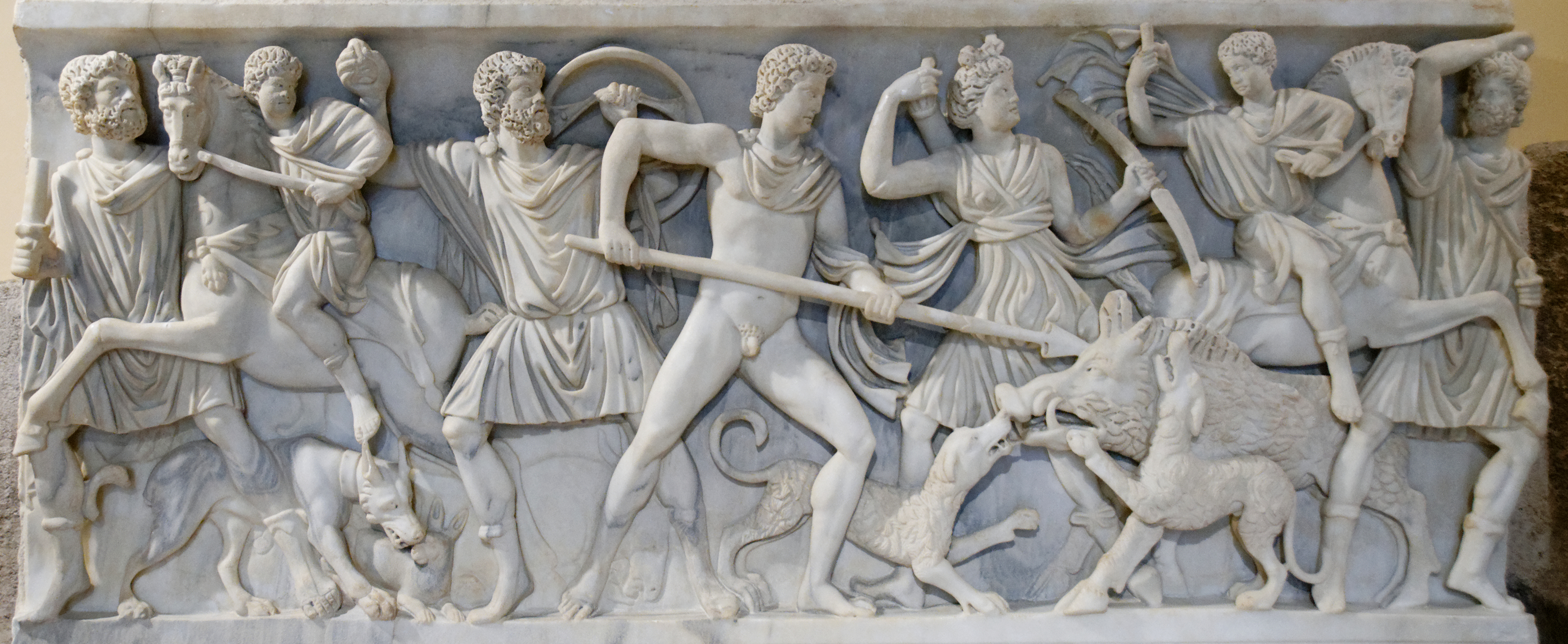
Meleagro cazando un cerdo salvaje. Pieza de mármol procedente de Vicovaro.

- El llamado sarcófago de Meleagro que representa la caza del cerdo salvaje caledonio, del período de los Severos (siglo III) encontrado en la localidad de Boccoccio. Fe encontrado en 1872 y se encuentra ahora en el Museo Capitolino de Roma.
- El mausoleo conocido como el sepulcro de Vicovaro.
- Los restos de los Mammalocchi. Villa rural del período republicano y tardo romano.
- El sepulcro de Caio Maenio Basso del siglo I.
- Y los restos de acueductos de Anio Vetus, Anio Novus, Claudio y Marcio.

En el período tardo romano, Varia decae, despoblándose hasta reducirse a un simple vicus. El cristianismo penetró en la población lentamente y ya en los siglos V y VI floreció el monacato y, gracias a la labor de San Equizio, nacen los cenobios de los santos Cosme y Damián y en este sitio, según los Diálogos de San Gregorio, se lleva a cabo el intento de envenenamiento a San Benito, elegido abad de esta comunidad monástica.
Las invasiones barbáricas, las incursiones de Totila en el 545, después de Autario en el 589 y de Agilulfo, terminaron por darle el tiro de gracia a la localidad de Varia.